# Allium orientale
Allium orientale es una especie de planta bulbosa del género Allium, perteneciente a la familia de las amarilidáceas, del orden Asparagales.
Se distribuye desde el centro de Turquía al este del Mediterráneo.

## Hábitat
Se encuentra en colinas y laderas de piedra caliza, lugares rocosos, campos y viñedos, a una altitud de 600 - 1870 metros en Turquía.

## Taxonomía
Allium orientale fue descrito por Pierre Edmond Boissier y publicado en Diagn. Pl. Orient. 13: 25 (1854).
Etimología
Allium: nombre genérico muy antiguo. Las plantas de este género eran conocidas tanto por los romanos como por los griegos. Sin embargo, parece que el término tiene un origen celta y significa "quemar", en referencia al fuerte olor acre de la planta. Uno de los primeros en utilizar este nombre para fines botánicos fue el naturalista francés Joseph Pitton de Tournefort (1656-1708).
orientale: epíteto latino que significa "de oriente".
Sinonimia
- Allium aschersonianum f. ciliatum Pamp.
- Allium aschersonianum f. leve Pamp.
- Allium erdelii Baker
- Allium gayi Boiss.
- Allium macrospermum Boiss. & Kotschy
- Allium nigrum var. papillosum Pamp.[5]